# بارون كولريدج

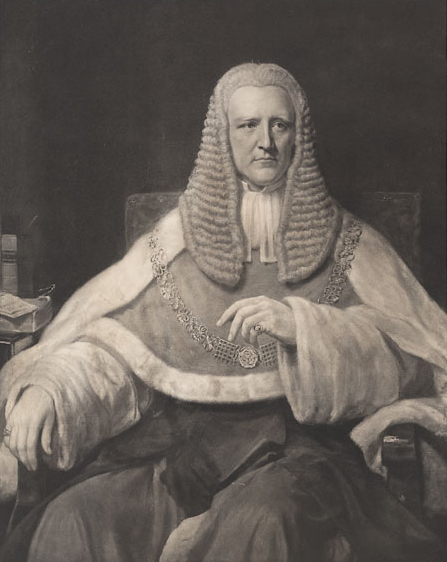
جون كولريدج،
بارون كولريدج الأول

البارون كوليردج، من أوتري سانت ماري في مقاطعة ديفون، هو لقب في لقب النبلاء في المملكة المتحدة. تم إنشاؤه في عام 1874 للمحامي والقاضي والسياسي الليبرالي البارز السير جون كوليردج .  شغل منصب رئيس قضاة إنجلترا من 1880 إلى 1894. ومثّل ابنه، البارون الثاني، أتركليف في مجلس العموم وعمل قاضياً في محكمة العدل العليا. واعتباراً من عام 2010، يحمل اللقب حفيد هذا الأخير، البارون الخامس، الذي خلفه في عام 1984
كان البارون الأول هو ابن السير جون تايلور كوليردج وابن الأخ الأكبر للشاعر صموئيل تايلور كوليردج .
منزل أسلاف عائلة كوليردج هو منزل تشانتر في أوتري سانت ماري. وفي أكتوبر 2006، تسببت التكاليف المتزايدة لصيانة العقار في قيام أمانة العائلة بعرض العقار للبيع وعرض محتوياته في مزاد علني. 

## البارون كوليردج (1874 وما بعدها)
- جون ديوك كولريدج، البارون الأول لكولريدج (1821–1894)
- برنارد جون سيمور كولريدج، بارون كولريدج الثاني (1851-1927)
- جيفري ديوك كولريدج، بارون كولريدج الثالث (1877–1955)
- ريتشارد ديوك كولريدج، بارون كولريدج الرابع (1905-1984)
- ويليام دوق كولريدج، بارون كولريدج الخامس (مواليد 1937)

الوريث الظاهر هو الابن الوحيد لحامل اللقب الحالي الأونرابل جيمس دوق كوليردج (ولد عام 1967)الوريث المفترض لولي العهد هو عمه الأونرابل صموئيل جون تايلور كوليردج (ولد عام 1942)التالي في الترتيب هو ابن عم حامل اللقب الحالي سينديركومب جيمس دوق كوليردج (ولد عام 1941)، وهو حفيد البارون الثالث. وله ولدان هما روبرت جيمس دوق (مواليد 1979) ونيكولاس جون (مواليد 1981).قالب:Infobox COA wide

## ملحوظات
1. ↑  "No. 24050". The London Gazette. 2 يناير 1874. ص. 1.
2. ↑  
"Coleridge heirlooms auctioned off". بي بي سي. 24 أكتوبر 2006. مؤرشف من الأصل في 2008-03-15.